# Ustia (Dubăsari)
Ustia è un comune della Moldavia nel distretto di Dubăsari di 3.295 abitanti al censimento del 2004